# Bolschip
Een bolschip of boltjalk is een type vissersschip van de voormalige Zuiderzee, behorende tot de familie van rond- en platbodemschepen. Het zogenaamde Groninger bolschip werd gebruikt voor het vervoer van turf, stro, mest, schuimaarde en aardappelen op de ondiepe kanalen van de Groninger Veenkoloniën.
De naam bol of bolle (oud Nederlands) komt zeer waarschijnlijk van het voormalige eiland Urk waar alle schepen met een ronde kop zo werden genoemd.
In Friesland werden deze ronde schepen aken genoemd.
Bolschepen werden rond 1900 gebouwd in Friesland, Groningen en Noord-Holland; op werven in Hindeloopen, Workum, Makkum, Enkhuizen (zie ook: Vollenhovense bol en Enkhuizer bol) en in Groningen bijvoorbeeld in Veendam.
Als type is de bolle een kleine blazer, van ongeveer 10 bij 3 meter.
Het is gebouwd in de beste Friese traditie met een mooie ronde kop en een geveegd achterschip, evenals de andere Friese aken.
In tegenstelling tot de blazer die een doorlopend dek bezat, heeft de bol alleen een voordek en is ze minder hoog opgeboeid. Ze werden alleen in hout gebouwd.
De schepen werden gebruikt voor het vangen van platvis rond de diepere geulen van de Zuiderzee en de Waddenzee.
Het meest gebruikte tuig hiervoor was het hoekwant.
De schepen waren uitgerust met een bun om de vis levend te kunnen bewaren, dode bot was niets waard aan de afslag en werd meestal door de vissers en hun familieleden zelf opgegeten, net als de bijvangst van andere vissoorten die niet verkoopbaar waren.
Na de afsluiting van de Zuiderzee viel het doek voor de bol. De weinige die over waren, werden voor de recreatievaart gebruikt, vaak met een onooglijk getimmerde kajuit.
De laatste jaren zijn er echter weer werven die stalen bolschepen bouwen voor de recreatievaart. Die hebben ook een kajuit, en tonen door de aandacht voor de verhoudingen van dit soort schepen toch goed.
Het Fries Scheepvaartmuseum in Sneek heeft een model van een bolschip.